# Крю
За града в САЩ вижте Крю (САЩ), а за рокгрупата Мотли Крю.
Крю (на английски: Crewe, най-близко до Кру) е град в Англия.

## География
Град Крю е разположен в централната част на Западна Англия, графство Чешър на около 30 км от границата с Уелс. Голям жп възел, в който се срещат 6 жп линии. Център на жп промишленост. Население 67 683 жители (2001).

## История
До 1830 г. Крю няма сериозна известност. След като железопътната компания GJR избира града за жп възел неговото население нараства на 40 000 жители през 1871 г.

## Икономика
ЖП транспортът е основен отрасъл в икономиката на Крю. През периода 1946 – 2002 г. тук се произвеждат автомобилите Ролс-Ройс.

## Личности
- Джон Марк Ейнсли (р.1963), английски оперен певец, роден в Крю
- Джоузеф Лок (1805 – 1860), английски инженер помогнал за израстването на града като жп възел

## Спорт
Представителният футболен отбор на града носи името Крю Александра. Състезавал се е в английските групи Чемпиъншип и Първа лига.

## Побратиметни градове
- Бишофсхайм, Германия
- Макон, Франция

## Фотогалерия
- ЖП гарата в Крю
- Военният паметник „Крю Уор Мимориъл“
- Театърът „Лисиъм тиътър“ в Крю